# Gârcina
Gârcina es una comuna ubicada en el distrito de Neamț, Rumania.

## Superficie
Posee una superficie de 122,5 kilómetros cuadrados.

## Demografía
Hasta 2021 la población era de 4889 habitantes, con una densidad de población de 39,91 habitantes por kilómetro cuadrado.